# جون ويليام ريد
جون ويليام ريد (بالإنجليزية: John William Reid)‏ هو محامي وسياسي أمريكي، ولد في 14 يونيو 1821 في لينشبرغ في الولايات المتحدة، وتوفي في 22 نوفمبر 1881 في ليز ساميت في الولايات المتحدة. حزبياً، نشط في الحزب الديمقراطي. وقد انتخب عضو مجلس نواب ولاية ميسوري وانتخب عضو مجلس النواب الأمريكي.